# شينيتشيرو كاواماتا
شينيتشيرو كاواماتا (باليابانية: 川俣 慎一郎) (23 يوليو 1989 في شيزوكا في اليابان – )؛ هو لاعب كرة قدم كان يلعب كحارس مرمى.

## وصلات خارجية
- شينيتشيرو كاواماتا على موقع الاتحاد الدولي (مؤرشف)  (الإنجليزية)
- شينيتشيرو كاواماتا على موقع رابطة كرة القدم اليابانية للمحترفين (اليابانية)
- شينيتشيرو كاواماتا على موقع قاعدة بيانات كرة القدم.إي يو (الإنجليزية)
- شينيتشيرو كاواماتا على موقع Soccerway.com (الإنجليزية)
- شينيتشيرو كاواماتا على موقع عالم كرة القدم.نت (الإنجليزية)
- شينيتشيرو كاواماتا على موقع AS.com (الإسبانية)